# Algar (Cádiz)
Algar ist eine Gemeinde in der andalusischen Provinz Cádiz (Spanien). Algar gehört zu den „Weißen Dörfern“ Andalusiens und liegt auf einer Höhe von 212 m etwa 87 km östlich von Cádiz am Fluss Majaceite.

## Geschichte
Gegründet wurde der Ort im Jahr 1773 durch einen reichen Geschäftsmann, der auf seinen Ländereien Menschen ansiedelte.